# 寧強県
寧強県（ねいきょう-けん）は中華人民共和国陝西省漢中市に位置する県。

## 行政区画
- 街道:漢源街道、高寨子街道
- 鎮:大安鎮、代家壩鎮、陽平関鎮、燕子砭鎮、広坪鎮、青木川鎮、毛壩河鎮、鉄鎖関鎮、胡家壩鎮、巴山鎮、巨亭鎮、舒家壩鎮、太陽嶺鎮、安楽河鎮、二郎壩鎮、禅家岩鎮